# Rosa Roth – Die Abrechnung
Die Abrechnung ist ein deutscher Fernsehfilm von Carlo Rola aus dem Jahr 2002. Es handelt sich um die vierzehnte Episode der ZDF-Kriminalfilmreihe Rosa Roth mit Iris Berben in der Titelrolle einer Kriminalhauptkommissarin der Berliner Mordkommission. Dies mal geht es um einen Banküberfall bei dem ein tödlicher Schuss fällt, der Täter fliehen kann und eine junge Bankangestellte der Versuchung nicht widerstehen kann.
Roths Mitarbeiter Charly Kubick, Jürgen Roeder und Karin von Lomanski werden wiederum von Jockel Tschiersch, Zacharias Preen und Carmen-Maja Antoni verkörpert, ihr Vorgesetzter Günther Zorn von Gunter Schoß. Die Haupt-Gaststars dieser Folge sind Frank Giering, Cosma Shiva Hagen, Dieter Mann, Mechthild Großmann, Jesco Wirthgen, Walter Kreye und Helmut Berger. 

## Handlung
Dem Film vorangestellt ist folgendes Zitat: „Ich bin der Auffassung, daß mit dem was gesagt wird, alles gesagt ist. Und ich betrachte Sprache als etwas vollkommen durchsichtiges: sie schöpft unsere Gedanken ohne Rest aus.“ (Lars Gustafsson, Die Maschinen, München 1967)
Kriminalhauptkommissarin Rosa Roth ermittelt mit ihrem Team in einem Banküberfall, bei dem ein Mensch erschossen wurde. Während in der Bank Unruhe herrschte, nutzte die Bankangestellte Martha Hanson die Ausnahmesituation für sich aus. Sie steckte sich heimlich ein Bündel Geldscheine ein, was von dem Bankräuber bemerkt und geduldet wurde. Der Tote ist der Filialleiter der Bank, er ist verblutet. Roth fährt Hanson, die unmittelbar mit dem Täter zu tun hatte, nach Hause. Als Roth und ihr Mitarbeiter Jürgen Roeder sich die Bänder des Überfalls anschauen, stellt die Kommissarin sich die Frage, warum der Bänker so viel riskiert hat, er habe doch zwei Kinder. Auf dem Band ist auch zu sehen, wie Hanson das Geld in den vom Täter überreichten Beutel packt, aber auch eine Bewegung, die stutzig macht und die Vermutung zulässt, dass die junge Frau sich selbst von dem Geld aus dem Tresor etwas eingesteckt hat. In ihrem Zuhause treffen Roth und Roeder Martha Hanson nicht mehr an, nur ihr Vater und ihr Bruder sind anwesend. Sie habe einige Sachen gepackt und sei weg, meint ihr Vater. Martha erlebt inzwischen eine bittere Enttäuschung, ihr ehemaliger Lehrer, der Mann zu dem sie ziehen wollte, ist verheiratet und hat ein Kind. Seine Frau macht ihr klar, dass sie verschwinden solle.
Einen Tag nach dem Überfall lernt Hanson in einem Club Wolf Gotschlich kennen. Er ist der Bankräuber, was Hanson zu diesem Zeitpunkt aber nicht weiß. Als sie am nächsten Morgen in seinem Bett erwacht und wissen will, wer er sei, zeigt er ihr eine Pistole und die in der Bank getragene Wollmütze mit Augenschlitzen und meint, er habe ihr doch gesagt, dass man sich wiedersehe. Als Martha das anzweifelt, meint er, woher er dann wissen könne, dass sie sich einige Geldbündel in den Bund ihrer Hose gesteckt habe. Als Gotschlich wissen will, warum sie mit ihm geschlafen hat, antwortet Martha, weil er so zärtlich gewesen sei. Gotschlich erzählt ihr, dass sein Vater und die Ärzte, die ihm viele Fragen gestellt hätten, behaupteten, er sei paranoid Martha kennt das Wort nicht und will wissen, was das sei. Gotschlich meint, das sei wohl am Rande des Wahnsinns und darum wolle er weg. Er fragt, ob Martha mit ihm kommen würde.
Im Wald findet derweil eine Drogenübergabe statt, die zufällig von einem Waldarbeiter beobachtet wird. Dort kreuzen auch Gotschlich und Martha Hanson auf. Es kommt zu einem Schusswechsel mit zwei Todesopfern. Den Waldarbeiter, der von Martha gesehen wurde, verschont sie, obwohl Gotschlich ihr zuruft, sie solle schießen. Das Pärchen verlässt die Szenerie mit dem den Dealern abgenommenen Stoff. Kurz darauf übergeben sie diesen an einen weiteren Mittelsmann und erhalten einen Koffer voller Geld. Damit wollen sie sich nach Portugal absetzen. Wolf Gotschlich erklärt Martha Hanson, dass jetzt nicht nur die Polizei hinter ihnen her sei, sondern auch die gesamte Drogenmafia.
Roth bittet den Waldarbeiter beim Erstellen einer Zeichnung der Person, die auf ihn gezielt hat, zu helfen. Am Ende kristallisiert sich heraus, dass die Zeichnung große Ähnlichkeit mit Martha Hanson hat. Über den schwarzen Porsche, den Wolf Gotschlich fuhr, kommt Roth auf den Halter, einen Dr. Gotschlich, Wirtschaftsboss, den Vater des jungen Mannes. Wolf Gotschlich meint zu Martha, er wisse nicht warum, aber er liebe sie sehr. Sie solle das Geld, das er in einer verfallenen Scheune im Wald in einem unterirdischen Tresor versteckt hat, dort liegen lassen, denn wenn ihm etwas passiere, könne sie es sich dort holen und sei eine reiche Frau. Außerdem erzählt er ihr von seinem Leben in einem Zuhause, das er nie hatte. Seine Mutter habe ihn gehasst, weil seine Geburt ihren Körper zerstört habe und sie vorzeitig gealtert sei, sie habe sich in ihr Bett verkrochen und nicht nur die Welt, sondern auch ihn ausgesperrt.
Roths Gespräch mit Wolf Gotschlichs Vater ist aufschlussreich und offenbart die Tragik dieser Familie. Auch ein anderentags geführtes Gespräch mit Wolfs Mutter unterstreicht diesen Eindruck. Wolf Roth ist inzwischen gemeinsam mit Martha Hanson im Auto unterwegs nach Portugal. Roth, die aufgrund einiger Hinweise glaubt, dass Wolf Gotschlich sich mit seiner Komplizin nach Portugal abgesetzt hat, bittet ihren Vorgesetzten Günther Zorn, dass man in dieser Angelegenheit mit Interpol kooperieren möge. Zorn stellt den Kontakt zur portugiesischen Polizei her und Roth und Roeder begeben sich selbst nach Portugal. Dort werden sie von dem Kollegen Homberg in Empfang genommen. Dieser erzählt, dass man das Gangster-Pärchen anhand der durchgegebenen Angaben ausfindig gemacht habe. Sie lebten ziemlich unauffällig an dem angegebenen Ort, wechselten allerdings häufig ihr Aussehen. Von der Überwachung hätten sie nichts mitbekommen. 
Martha Hanson hat Wolf Gotschlich gerade erzählt, dass sie ein Kind von ihm erwartet, als Roth und Kollegen das Lokal betreten. Martha erkennt in Roth die Beamtin wieder, die sie nach dem Banküberfall verhört hat. Das Paar steht darauf vom Tisch auf, um das Lokal zu verlassen, was nicht unbemerkt bleibt. Gottschlich, der seine Waffe dabei hat, bedroht Martha, obwohl er ihr niemals etwas tun würde. Bevor er davonläuft, flüstert er ihr noch zu, er warte auf sie am Strand. Roth nimmt Martha mit aufs portugiesische Polizeirevier. An einer Tankstelle wird Wolf Gotschlich von dem Inhaber angeschossen. Stark blutend schafft er es noch in das von ihm gestohlene Auto. Er fährt zu seiner Lieblingsstelle am Strand und lässt sich in den Sand fallen. Roth erzählt Martha inzwischen davon, dass ihr Freund wahrscheinlich angeschossen worden sei und Hilfe brauche. Daraufhin verrät sie seinen Lieblingsort am Strand, wo sich nun alle hinbegeben. Unbemerkt entfernt Gotschlich die Patronen aus seiner Waffe, tut so, als habe er sich ergeben, um dann die ungeladene Waffe auf die zahlreich vorhandene Polizei zu richten, die das Feuer auf ihn eröffnet. Bevor Wolf stirbt, meint er zu Martha, sie solle an den Tresor denken und allen sagen, dass er doch eigentlich ein ganz guter Junge gewesen sei. Es sei alles so gelaufen, wie er es gewollt habe.

## Produktionsnotizen
Der Film wurde in Berlin und Umgebung sowie in Portugal an der Algarve gedreht. Die Aufnahmeleitung oblag Henry Michael Zielske und Alexander Pietrzynski, die Produktionsleitung Steffen Günther und Sybille Rohde und die Herstellungsleitung Jens Christian Susa und Michael Schweiger. Klaus Bassin und Alexander Ollig trugen die Verantwortung für die Redaktion. Produzent des Films war Oliver Berben, der Sohn der Hauptdarstellerin. Es handelt sich um eine Produktion der Moovie the arts of entertainment GmbH im Auftrag des ZDF.

## Rezeption

### Veröffentlichung
Am 2. Februar 2002 wurde die Folge Die Abrechnung zur Hauptsendezeit im ZDF erstausgestrahlt.
Die Folgen 13–18 der Reihe wurden von Studio Hamburg Enterprises am 30. August 2013 auf DVD herausgegeben. Zudem gab die OneGate Media GmbH am 14. Juli 2023 eine DVD-Version mit den Folgen 1–18 der Reihe heraus.

### Kritik
Die Kritiker der Fernsehzeitschrift TV Spielfilm vergaben an den Film die bestmögliche Wertung, der Daumen zeigte nach oben, für Action gab es einen von drei möglichen Punkten, für Spannung  zwei. Zudem befand man: „Cosma Shiva Hagen und Frank Giering geben ein wirklich cooles Gaunerpaar.“ Fazit: „Typisch Rosa Roth: lauter Schein-Heilige“.
Premiere schrieb zur Erstausstrahlung des Films: „Hochspannender Kriminalfall mit einem tollen Gaunerpaar.“
Die Redaktion des Filmdienstes war der Meinung: „(Fernseh-)Krimi um die Polizistin Rosa Roth, die nur mit Mühe und Geschick der Gerechtigkeit zum Sieg verhelfen kann. – Ab 16.“